# 1995 în literatură
- 1994 în literatură — 1995 în literatură — 1996 în literatură

Anul 1995 în literatură a implicat o serie de evenimente și cărți noi semnificative.

## Cărți noi
- Glasskår – Cioburi de sticlă (roman pentru tineret) de scriitorul norvegian Harald Rosenløw Eeg

## Premii
- Premiul Nobel pentru Literatură: Seamus Heaney